# Felicija od Roucyja
Doña Felicija od Roucyja (znana i kao Felicie de Ramerupt) bila je velika gospa Roucyja te kraljica Navare i Aragonije.
Njezini roditelji su bili Hilduin IV. of Montdidiera i njegova supruga, dama Alisa od Roucyja.
Rođena je oko 1060. godine.
Felicija se udala za kralja Aragonije i Navare Sanča Ramíreza 1076. On se rastao od svoje prve supruge. Imao je i konkubinu.
Djeca Felicije i Sanča:
- infant Fernando
- Alfonso I. Aragonski i Navarski, muž Urake
- Ramiro II. Redovnik

Gospa-kraljica Felicija je bila pretkinja kraljeva Aragonije. Njezina je nasljednica bila kraljica Agneza Akvitanska.